# دیگری (مجموعه تلویزیونی)
دیگری مجموعه تلویزیونی به کارگردانی مرجان اشرفی‌زاده و تهیه‌کنندگی احمد زالی است. این مجموعهٔ تلویزیونی از شهریورماه ۱۳۹۶ از شبکه سه سیما پخش شد.